# Сімейна гіперхолестеринемія
Сімейна гіперхолестеринемія — генетичне захворювання, яке супроводжується високим рівнем холестерину, особливо холестерину ліпопротеїнів низької щільності (LDL) та раннім розвитком серцево-судинних захворювань.